# Hrdina práce Kazachstánu
Hrdina práce Kazachstánu (kazašsky Қазақстанның Еңбек Ері) je čestný titul Kazachstánu. Udílen je občanům Kazachstánu i cizím státním příslušníkům za hospodářský a sociální rozvoj.

## Historie a pravidla udílení
Čestný titul byl založen dne 1. prosince 2008. Příjemcům tohoto titulu náleží také vyznamenání Řád vlasti. Udílen je občanům Kazachstánu i cizím státním příslušníkům za mimořádnou službu republice v oblasti hospodářského a sociálního rozvoje. Poprvé bylo toto ocenění uděleno dne 16. prosince 2008. Tento čestný titul nahradil zaniklý sovětský čestný titul Hrdina socialistické práce.

## Insignie
Insignie má tvar sedmicípé hvězdy. Uprostřed je věnec z pšeničných klasů. Uvnitř medailonu je otevřená kniha na jejíž levé straně je vyobrazen počítač a na pravé stránce metalurgická pánev nalévající roztavený kov. Na zadní straně medailonu je nápis Қазақстанның Еңбек Ері.
Ke kovové destičce ve tvaru pětiúhelníku potažené modrou stuhou z hedvábného moaré je medaile připojena pomocí jednoduchého kroužku. Destička je vysoká 41 mm a široká 34 mm.